# (560) Delila
(560) Delila est un astéroïde de la ceinture principale.

## Description
(560) Delila est un astéroïde de la ceinture principale découvert par Max Wolf le 5 novembre 1904 à Heidelberg.
Il a été ainsi baptisé en référence au personnage biblique de Delila, qui trahit Samson, mis en musique par Camille Saint-Saëns (1835-1877) dans son opéra Samson et Dalila (1877).